# Placówka Straży Granicznej I linii „Wójcin”

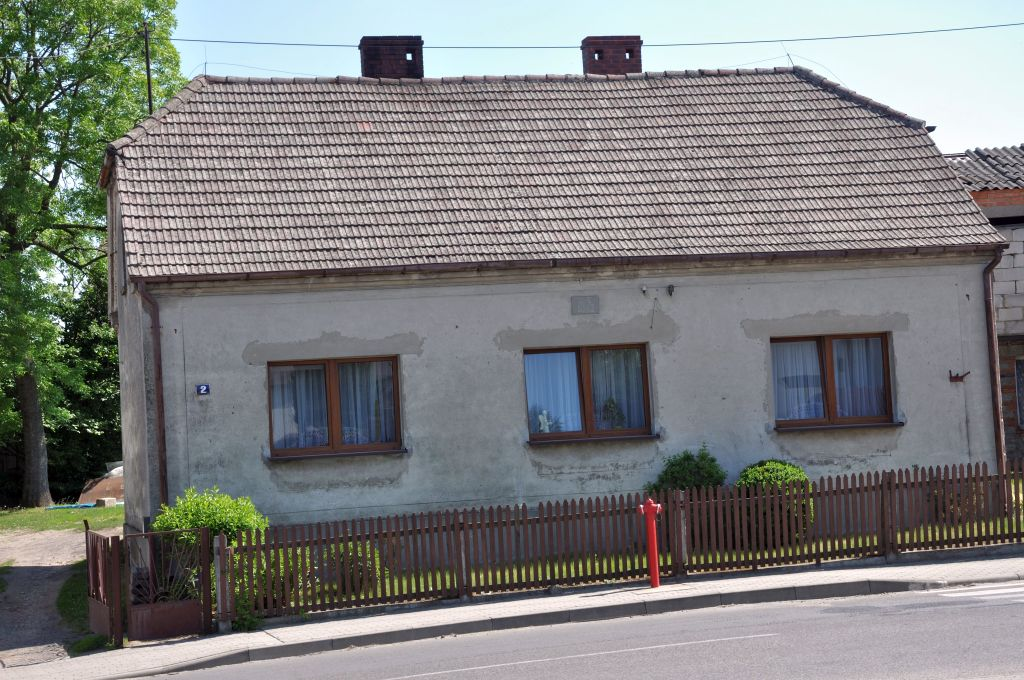
Dawny budynek placówki SG w Wojcinie, widok w 2018

Placówka Straży Granicznej I linii „Wójcin” – jednostka organizacyjna Straży Granicznej pełniąca służbę ochronną na granicy polsko-niemieckiej w okresie międzywojennym.

## Geneza
Na wniosek Ministerstwa Skarbu, uchwałą z 10 marca 1920 roku, powołano do życia Straż Celną. Od połowy 1921 roku jednostki Straży Celnej rozpoczęły przejmowanie odcinków granicy od pododdziałów Batalionów Celnych. W 1921 roku w Dzietrzkowicach stacjonował sztab 1 kompanii 5 batalionu celnego. W tym czasie kompania jedną ze swoich placówek wystawiała w Papierni. Nowo powstała placówka Straży Celnej „Papiernia” przejęła odcinek graniczny od placówki batalionu celnego.

## Formowanie i zmiany organizacyjne
Rozporządzeniem Prezydenta Rzeczypospolitej Polskiej Ignacego Mościckiego z 22 marca 1928 roku, do ochrony północnej, zachodniej i południowej granicy państwa, a w szczególności do ich ochrony celnej, powoływano z dniem 2 kwietnia 1928 roku Straż Graniczną.
Rozkazem nr 3 z 25 kwietnia 1928 roku w sprawie organizacji Wielkopolskiego Inspektoratu Okręgowego dowódca Straży Granicznej gen. bryg. Stefan Pasławski określił strukturę organizacyjną komisariatu SG „Dzietrzkowice”. Placówka Straży Granicznej I linii „Wójcin” znalazła się w jego strukturze.

## Służba graniczna
Siedziba placówki mieściła się w wynajętym od osoby prywatnej budynku.
Obsada placówki: kierownik, w stopniu przodownika SG i 6 strażników.
Placówka posiada telefon, który jest połączony z agencją pocztową w Bolesławcu, komisariatem w Dzietrzkowicach oraz placówką w Goli. 
Na terenie placówki Wójcin znajdują się następujące urzędy :

1. Placówka Straży Granicznej – przod. Ludwik Nowaczyk

2. Sołectwo – Piotr Mączka, sołtys

3. 7 klasowa Szkoła Powszechna – kierownik Franciszek Zamorski

4. Urząd Stanu Cywilnego – ks. Wróblewski

5. Agencja pocztowa II stopnia – kierownik Zofia Dawid

Teren placówki Wójcin zamieszkuje ludność mało-rolna, (ogółem 1752 osób) która posiada od 0,5 do 7 ha ziemi. Poza tym jest kilku rzemieślników, kowale, stolarze, szewcy i około 100 robotników i robotnic sezonowych, którzy dawniej wyjeżdżali do Niemiec na pracę rolną. Od 5 lat władze niemieckie zamknęły granice dla polskich robotników. W tym roku znów Niemcy zgodzili się na przyjazd polskich robotników. Właściciel młyna Papiernia – Roman Jajte posiada 27 ha ziemi i łąk oraz stary młyn, który jest napędzany turbiną wodną założoną w roku 1936. Turbina posiada moc 12 KM. Młyn posiada jedną parę walców i przemiał 24 q na dobę. Poza tym jest 7 sklepów spożywczych, 3 rzeźnickie, 2 mleczarnie, 1 restauracja, 3 samochody ciężarowe, którymi wywozi się nabiał, owce i trzodę chlewną na Śląsk, 2 budynki szkolne, 1 szopa strażacka z przyrządami do gaszenia pożarów.
Ludność pod względem religijnym:

Wszyscy mieszkańcy są wyznania rzymskokatolickiego z wyjątkiem 4 osób wyznania ewangelickiego (Roman Jajte, jego żona i dwie córki) oraz jednej osoby greckokatolickiej (Irena Hirniak nauczycielka). W m. Wójcin znajduje się kościół rzymskokatolicki wybudowany w roku 1914. Proboszczem jest ks. Wróblewski. Do parafii Wójcin należy wieś Wójcin, Andrzejów, Makowszczyzna i Gola. Parafia Wójcin należy do diecezji w Częstochowie.
Ludność pod względem przemytniczym:

Ludność miejscowa za czasów zaborczych uprawiała przemytnictwo na większą skalę. Wszystkie towary w które miejscowa ludność się zaopatrywała pochodziły z przemytnictwa. Poza tym kupcy żydowscy uprawiali przy pomocy polskich tragarzy większy przemyt w głąb kraju. Po odzyskaniu niepodległości Polski organ ochrony granicy miał ciężką walkę z przemytnikami, ponieważ nawyki ludności było ciężko zwalczyć. Dopiero w roku 1928 została zorganizowana Straż Graniczna, która swą służbę oparła na wywiadzie i od tego czasu granica została opanowana. 
Ludność placówki pod względem politycznym:

Na ogół ludność zamieszkała na terenie placówki Wójcin mało się interesuje polityką i sprawami państwowymi, jest kilku zwolenników Stronnictwa Narodowego i Ludowego (Piasta). Ogółem przychodzi do Wójcina 104 czasopisma: polityczne, zawodowe i gospodarcze. Z tego 103 pisma w języku polskim i jedno w języku niemieckim (Pozener Tageblatt z Poznania dla Jajtego Romana).
Teren placówki Wójcin jest lekko pofałdowany. Łąki nad granicą państwową wznoszą się na 169 m przy kamieniu granicznym Nr 008 i na 171 m przy kamieniu granicznym 011. Od miejsca gdzie łąki stykają się z rolą teren zaczyna się wznosić i dochodzi na wschód od Wójcina do 200 m n.p.m., a na południowy zachód do 199 m n.p.m. Od tych dwóch wzniesień teren z wolna opada w kierunku północnym i dochodzi do 187 m przy Ludwinie i 173 m przy Makowszczyźnie. Poza tym prowadzą od łąk przy granicy państwowej, dwie doliny, jedna prowadzi od Papierni w kierunku północno-wschodnim i kończy się przy kolonii Łubnickiej i druga od kamienia granicznego 008/3 w kierunku północnym i kończy się na południe od Ladomierza.

Wody:

Na terenie placówki Wójcin znajduje się rzeka Prosna, która biegnie granicą państwową ze wschodu na zachód. 
Drogi:

Przez teren placówki Wójcin prowadzi szosa I-szej klasy Wielun – Bolesławiec, kilka dróg wiejskich i gospodarczych. Wszystkie drogi są w dość dobrym stanie. 
Osiedla i zabudowania miejscowości:

Na terenie placówki Wójcin znajdują się m. Wójcin z koloniami – Aniołki, Podlipka i Pasternik położone na północ, z kolonią Nowiny położonej na wschód, Łubnicką na południowy wschód, Golską na południowy zachód i młynem Papiernia na południu. Wszystkie kolonie łączą się zabudowaniami z m. Wójcin z wyjątkiem Podlipki, Nowin i młyna Papiernia. Odległość od placówki do kolonii Podlipka wynosi 600 m, do kolonii Nowiny 1200 m a do młyna Papiernia 2500 m.
Zabudowania:

75% zabudowań jest budowanych z drewna i kryte słomą, zaś 25% jest murowana i kryta dachówką. Ogółem jest 260 zagród.

## Kierownicy/dowódcy placówki
| stopień     | imię i nazwisko | okres pełnienia służby | kolejne stanowisko |
| ----------- | --------------- | ---------------------- | ------------------ |
| przodownik  | Ludwik Nowaczyk | był 04.05.1937         |                    |
| st.strażnik | Karol Kowalski  | do 1.09.1939           |                    |

Obsada personalna placówki :
- st. strażnik Jan Czajkowski - od 2.02.1932 r.[13]
- strażnik Józef Żurawski - był 1933 r.[14]
- str. Kazimierz Kubicki - był do 16.04.1933 r. ginie w wyp. motocyklowym[15]
- st. strażnik Józef Błażejewski - był 22.07.1938 r.[16]
- st. strażnik Józef Madej - był 22.07.1938 r.[16]
- strażnik Jan Gontarz - był 23.07.1937 r.[17]

Sąsiednie placówki
- placówka Straży Granicznej I linii „Gola” ⇔ placówka Straży Granicznej I linii „Krupka” – 1928[6]